# شنا در بازی‌های کشورهای همسود
شنا یکی از ورزش‌های بازی‌های کشورهای مشترک‌المنافع است که از سال ۱۹۳۰ تاکنون در این مسابقات برگزار می‌شود.

## جدول مدال‌ها
| رتبه | کشور           | طلا | نقره | برنز | مجموع |
| ۱    | استرالیا       | ۲۳۷ | ۱۷۰  | ۱۵۰  | ۵۵۷   |
| ۲    | کانادا         | ۱۰۳ | ۱۰۹  | ۱۱۰  | ۳۲۲   |
| ۳    | انگلستان       | ۷۷  | ۱۰۸  | ۱۱۸  | ۳۰۳   |
| ۴    | اسکاتلند       | ۱۵  | ۲۱   | ۲۵   | ۶۱    |
| ۵    | آفریقای جنوبی  | ۱۴  | ۲۳   | ۱۵   | ۵۲    |
| ۶    | نیوزیلند       | ۱۳  | ۲۵   | ۳۵   | ۷۳    |
| ۷    | ولز            | ۴   | ۶    | ۷    | ۱۷    |
| ۸    | زیمبابوه       | ۱   | –    | –    | ۱     |
| ۸    | پاپوآ گینه نو  | ۱   | –    | –    | ۱     |
| ۹    | جامائیکا       | –   | ۱    | ۲    | ۳     |
| ۱۰   | مالزی          | –   | ۱    | ۱    | ۲     |
| ۱۱   | گویان بریتانیا | –   | ۱    | –    | ۱     |